# Paul Maridet
 (octobre 2023).
Si vous disposez d'ouvrages ou d'articles de référence ou si vous connaissez des sites web de qualité traitant du thème abordé ici, merci de compléter l'article en donnant les références utiles à sa vérifiabilité et en les liant à la section « Notes et références ».
Paul Maridet, né le 9 juin 1901 à Saint-Germain-des-Fossés et mort le 20 septembre 1982 à Créteil, est un homme politique français.

## Biographie
Fils de pharmaciens de Vichy, Paul Maridet s'oriente vers des études de médecine, qu'il suit à Clermont-Ferrand, puis à Paris où il obtient son doctorat en 1928. Il s'installe alors à Yzeure.
En 1939, il est mobilisé, et fait prisonnier. Il ne revient en France qu'à la fin de la guerre.
En 1947, il est élu maire d'Yzeure, puis tente vainement d'entrer au conseil général à l'occasion d'une élection partielle, dans le canton de Moulins-Est, en 1955.
L'année suivante, il est placé en troisième position sur la liste de Pierre Coulon lors des élections législatives dans l'Allier. Il n'est pas élu.
En 1958, il se présente aux législatives sous la bannière du CNI. Au premier tour, il obtient 25,1 % des voix, ce qui lui permet d'affronter au second deux candidats, le socialiste sortant Gilles Gozard et un communiste. Paul Maridet est élu député avec 50,2 % des voix.
À l'assemblée, il ne rejoint pas le groupe du CNI (Indépendants et paysans d'action sociale), mais s'apparente au groupe gaulliste de l'UNR. Durant la législature, il est un député assez discret, votant dans le sens de la majorité, sauf à l'occasion de la Loi Debré sur l'enseignement privé, pour laquelle il s'abstient.
Cette fidélité lui vaut d'obtenir l'investiture de l'UNR pour les élections législatives de 1962. En difficulté au premier tour, il est avec 24,3 % des voix, devancé par l'ancien sénateur communiste Marcel Guyot, et concurrencé par la candidature du maire de Moulins, Jacques Pligot (républicain indépendant), qui obtient 21,7 %.
Celui-ci se maintient au second tour, alors que les désistements à gauche permettent à Guyot de remporter la triangulaire.
En 1967, il tente de retrouver son siège de député, mais est battu au second tour par Guyot (51,7 % des voix contre 48,3 %). L'année suivante, il renonce à se présenter mais soutien la candidature du gaulliste Hector Rolland, qui est élu député.
En 1971, il abandonne son mandat de maire d'Yzeure et se retire de la vie politique.

## Détail des fonctions et des mandats
Mandat parlementaire
- 30 novembre 1958 - 9 octobre 1962 : Député de la 1re circonscription de l'Allier